# محمد نجار الفارسي

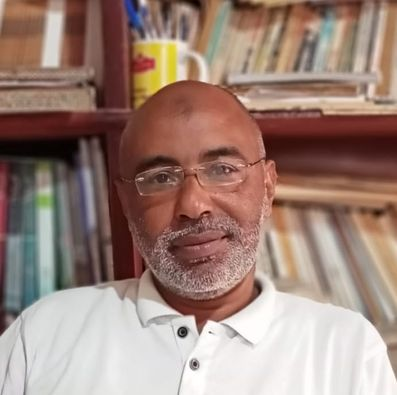
صورة الكاتب الروائي المصري محمد نجار الفارسي

محمد محمود سيد أمين ويشتهر باسم محمد نجار الفارسي (مواليد 3 مارس 1973 في محافظة أسوان) هو كاتب ومحرر صحفي مصري.

## تعليمه
حصل على ليسانس اللغة العربية وآدابها والعلوم الإسلامية من كلية دار العلوم بجامعة القاهرة.
حاصل على درجة الماجستير في النقد الأدبي 

## حياته العملية
عمل محررًا صحفيًا في عدة صحف منها «الجماهير» و«التحدي» و«الوفد». وهو عضو اتحاد الكتاب المصري.
نشرت أعماله الأدبية داخل مصر وخارجها، جريدة الأهرام، الأخبار، القاهرة، مجلة الإذاعة والتلفزيون، الثقافة الجديدة، مجلة الدوحة القطرية، فيصل السعودية، الرافد الإماراتية...  إلخ

## مؤلفاته
روايات
- «القاهرة – روما»، الناشر الهيئة العامة للكتاب 2007
- «مشاكسات نميلة» (رواية قصيرة للأطفال) الناشر الهيئةالعامة لقصور الثقافة، 2010
- «جنوبا شرق النهر – حكاية لم تكتمل»، الناشر الأجيال المصرية 2014
- «بحيرة الكبريت»، الناشر كتاب طيوف 2016
- «راعي اليمام» رواية قصيرة للناشئة، الناشر المركز القومي لثقافة الطفل عام 2022

مؤلفات أخرى
- «الفوارس» (مجموعة قصصية)،الناشر الهيئةالعامةلقصور الثقافة عام 1999
- «هذا إسلامي» (مقالات)، الناشر مكتبة الآداب 2002[2]
- «النّسّاب» (مجموعة قصصية)،الناشر الهيئةالعامة للكتاب 2010[3]
- «حط النوى» (مجموعة قصصية)، الناشر كتاب الأجيال المصرية 2012
- «أشياء لا تذكر‌» (مجموعة قصصية) الناشر دار الأدهم للنشر 2020
- مجموعة قصصية مترجمة للغة الإنجليزية بسلسلة حكايات النيل، مشتركة مع كتاب مصريين modern egyptian short stories عام 2021

## جوائز
- جائزة القصة القصيرة من جمعية المستثمرين بالعاشر من رمضان، 2001
- جائزة القصة القصيرة من جمعية المستثمرين بالعاشر من رمضان، 2002
- جائزة القصة القصيرة مركز رامتان الثقافي، 2003
- جائزة القصة القصيرة على مستوى محافظات الصعيد وتكريم رئاسة الجمهورية، 2008
- جائزة أدب الطفل من مسابقة كتاب الجمهورية الكبرى، 2010
- منحة التفرغ من وزارة الثقافة المصرية
- جائزة الرواية على مستوى الوطن العربي في مسابقة الناقد ربيع مفتاح، 2016
- جائزة إتحاد كتاب مصر في فرع المجموعة القصصية    2024